# París-Tours 1908
La París-Tours 1908 fue la quinta edición de la clásica París-Tours. Se disputó el 27 de septiembre de 1908 y el vencedor final fue el francés Omer Beaugendre, que se impuso a su compañero de fuga, el también francés Frederic Saillot .  

## Clasificación general[3]
|    | Ciclista             | Equipo   | Tiempo     |
| -- | -------------------- | -------- | ---------- |
| 1  | Omer Beaugendre      |          | 8h 40' 30" |
| 2  | Frederic Saillot     |          | m.t.       |
| 3  | François Faber       |          | a 6'30"    |
| 4  | Henri Lignon         |          | m.t.       |
| 5  | Georges Sérès        |          | m.t.       |
| 6  | François Beaugendre  | Panneton | m.t.       |
| 7  | Paul Armbruster      |          | m.t.       |
| 8  | Georges Lorgeou      |          | a 6'31"    |
| 9  | Marcel Godivier      |          | m.t.       |
| 10 | Georges Tribouillard |          | m.t.       |